# Theo Wolvecamp

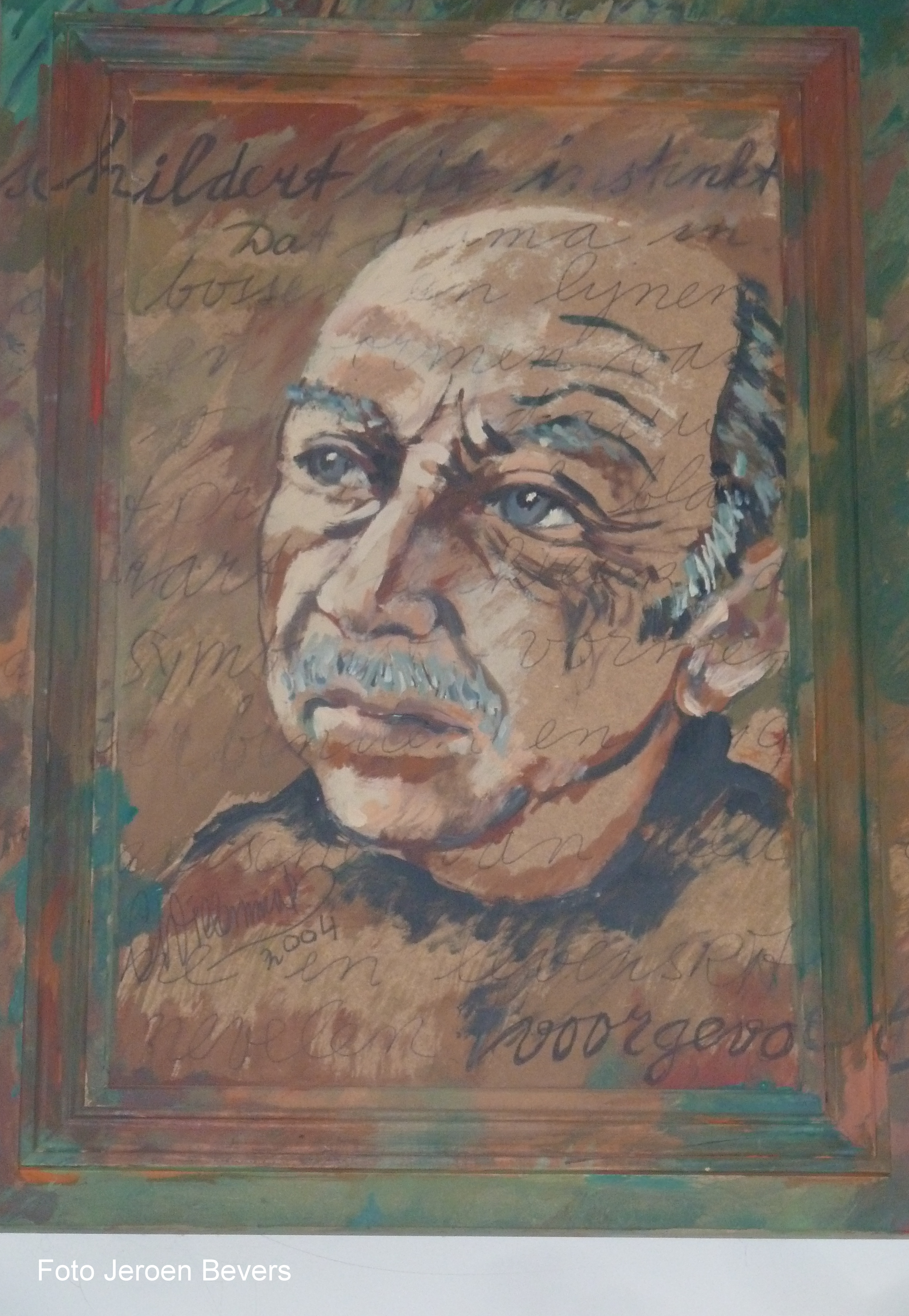
Theo Wolvecamp

Theo Wolvecamp (* 30. August 1925 in Hengelo; † 11. Oktober 1992 in Amsterdam) war ein niederländischer Maler und Mitglied der Künstlergruppe CoBrA.

## Leben und Werk
Wolvecamp wurde 1925 als Sohn eines Schneiders geboren. Nach dem Tod seines Vaters wuchs Theo Wolvecamp ab 1934 bei seinem Onkel, einem Wildhüter, auf. Beeindruckt von den Expressionisten und Kandinskys Buch Über das Geistige in der Kunst. Insbesondere in der Malerei fand er seine künstlerische Ausrichtung. Er schrieb sich an der Akademie für bildende Künste, Arnheim ein, verließ sie nach kurzer Zeit wieder und ging 1947 nach Amsterdam. Corneille, Karel Appel und Constant wurden auf Theo Wolvecamp aufmerksam. 1948 gründeten sie die Experimentele Groep in Holland, die später zu CoBrA erweitert wurde. Seine Naturverbundenheit führte Theo Wolvecamp nach Aufenthalten in Paris und Amsterdam wieder nach Overijssel zurück.
Der ehemalige Wohnraum von Theo Wolvecamp in Hengelo ist heute das Lambooijhuis, ein Zentrum für Kunst und Künstler.

## Ausstellungen (Auswahl)

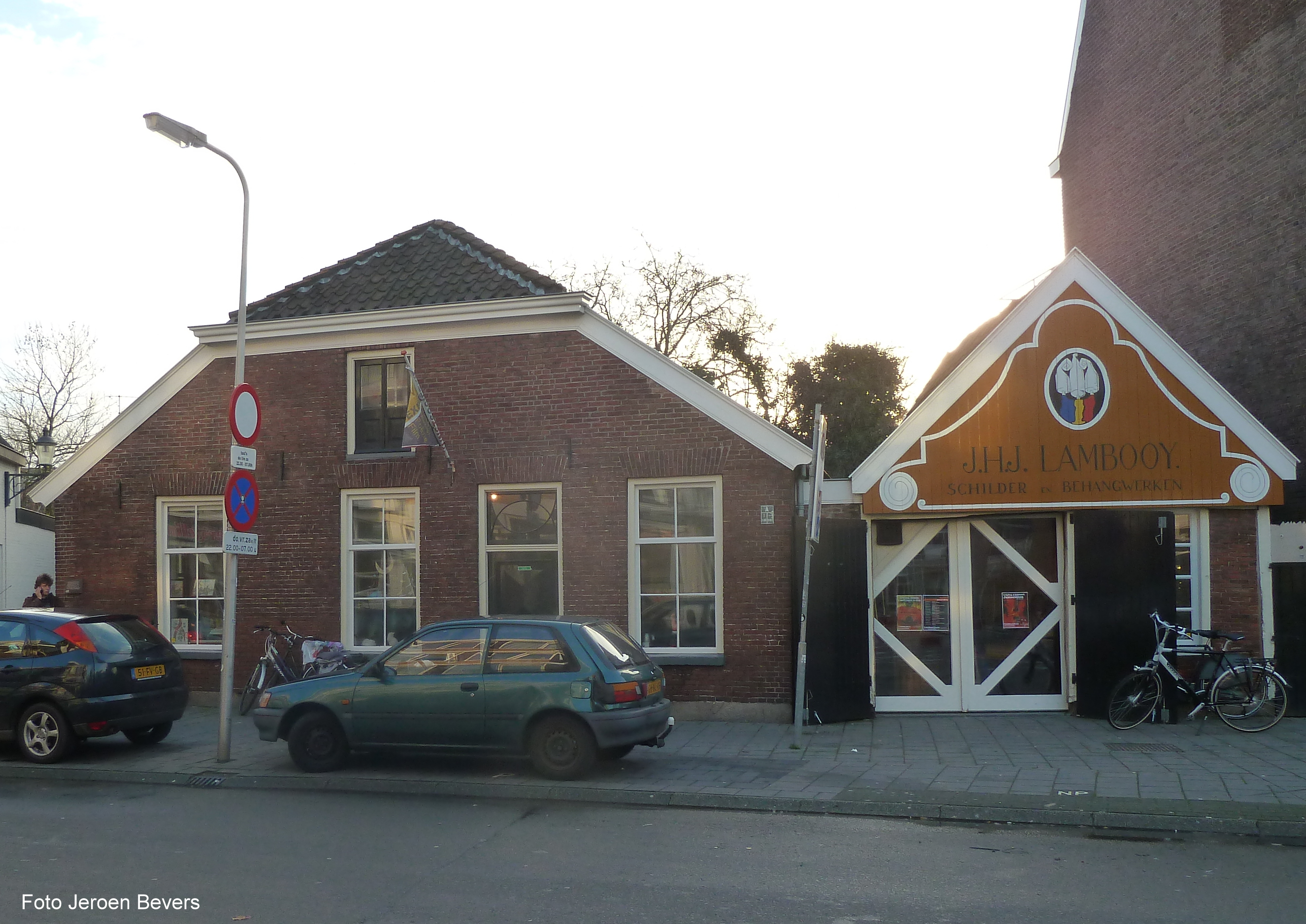
Het Lambooijhuis in Hengelo

### Einzelausstellungen
- 2002: Theo Wolvecamp Cobra Museum, Amstelveen

### Gruppenausstellungen
- 1963: Idole und Darnonen kuratiert von Werner Hofmann (1928–2013), Wien[5]
- 1956: Von Daumier bis Picasso kuratiert von Dirk Hannema (1896–1984), De Waag, Almelo
- 1949: Cobra Stedelijk Museum, Amsterdam